# Puchar Europy w Biegu na 10 000 metrów 1998
2. Puchar Europy w Biegu na 10 000 metrów – zawody lekkoatletyczne, które odbyły się 4 kwietnia 1998 w Lizbonie.

## Rezultaty

### Mężczyźni
| Konkurencja   | 1. miejsce     | Rezultat            | 2. miejsce    | Rezultat            | 3. miejsce     | Rezultat            |
| ------------- | -------------- | ------------------- | ------------- | ------------------- | -------------- | ------------------- |
| Indywidualnie | Fabián Roncero | 27:14,44            | António Pinto | 27:15,76            | Dieter Baumann | 27:32,31            |
| Drużynowo     | Portugalia     | 1:22:46,26 (14 pkt) | Hiszpania     | 1:22:48,95 (12 pkt) | Niemcy         | 1:23:48,95 (33 pkt) |

### Kobiety
| Konkurencja   | 1. miejsce       | Rezultat           | 2. miejsce      | Rezultat            | 3. miejsce    | Rezultat            |
| ------------- | ---------------- | ------------------ | --------------- | ------------------- | ------------- | ------------------- |
| Indywidualnie | Fernanda Ribeiro | 30:48,06           | Paula Radcliffe | 30:48,58            | Marina Bastos | 32:20,51            |
| Drużynowo     | Portugalia       | 1:35:29,45 (8 pkt) | Wielka Brytania | 1:36:57,33 (25 pkt) | Hiszpania     | 1:38,08,22 (27 pkt) |